# 에디 매슈스
에드윈 리 ("에디") 매슈스(Edwin Lee ("Eddie") Mathews, 1931년 10월 13일 ~ 2001년 2월 18일)는 전 미국의 프로 야구 선수로 메이저 리그 베이스볼에서 3루수로 뛰었다. 그는 1952년부터 1968년까지 보스턴/밀워키/애틀랜타 브레이브스, 휴스턴 애스트로스와 디트로이트 타이거스를 위하여 17개의 시즌들을 활약하였다. 역대 최고의 3루수 중 하나로 꼽히는 그는 1978년 미국 야구 명예의 전당에 헌액되었다.
그는 9개의 시즌들을 위한 올스타 선수였다. 그는 1953년과 1959년 내셔널 리그 홈런 타이틀을 우승하고, 그 시즌들의 둘다 내셔널 리그 MVP 시상식에서 2위를 하였다. 그는 자신의 메이저 리그 경력 동안 512개의 홈런을 쳤다. 매슈스는 1971년 브레이브스의 코치를 맡다가 1972년부터 1974년까지 팀의 감독이었다. 그는 후에 텍사스 레인저스, 밀워키 브루어스와 오클랜드 애슬레틱스를 위한 스카웃과 코치였다.

## 어린 시절
텍사스주 텍사캐나에서 태어난 매슈스는 6세때 가족과 캘리포니아주 샌타바버라로 이주하였다. 그가 고등학교의 스타 선수로 개발한 샌타바버라 고등학교 야구장은 그의 이름을 땄다. 매슈스는 1949년 보스턴 브레이브스에 의하여 계약이 맺어졌다. 그는 클래스 D 하이포인트-토머스빌 하이톰스를 위하여 63개의 경기들을 활약하여 17개의 홈런을 치고, .363점의 타구 평균을 얻었다. 다음해 그는 클래스 AA 애틀랜타 크래커스를 위하여 32개의 홈런을 쳤다.

## 메이저 리그 베이스볼 경력

### 보스턴/밀워키/애틀랜타 브레이브스
매슈스는 1952년 메이저 리그로 데려와져 하나의 경기에서 3개를 포함한 25개의 홈런을 쳤다. 1953년 브레이브스는 밀워키로 옮겨지고 그는 .302점을 타구하고, 47개의 홈런을 치며 135개의 득점에서 히트를 쳐 주자를 흠인시켰다. 9개의 연속적 시즌들을 위하여 그는 2번이나 내셔널 리그(1953, 1959)를 이끈 것을 포함하여 최소한 39개의 홈런을 쳤다.
1954년 미국 스포츠에서 수퍼스타들 중의 하나로서 매슈스는 스포츠 일러스트레이티드 잡지의 처음이자 마지막 논쟁의 표지를 위하여 선택되었다.

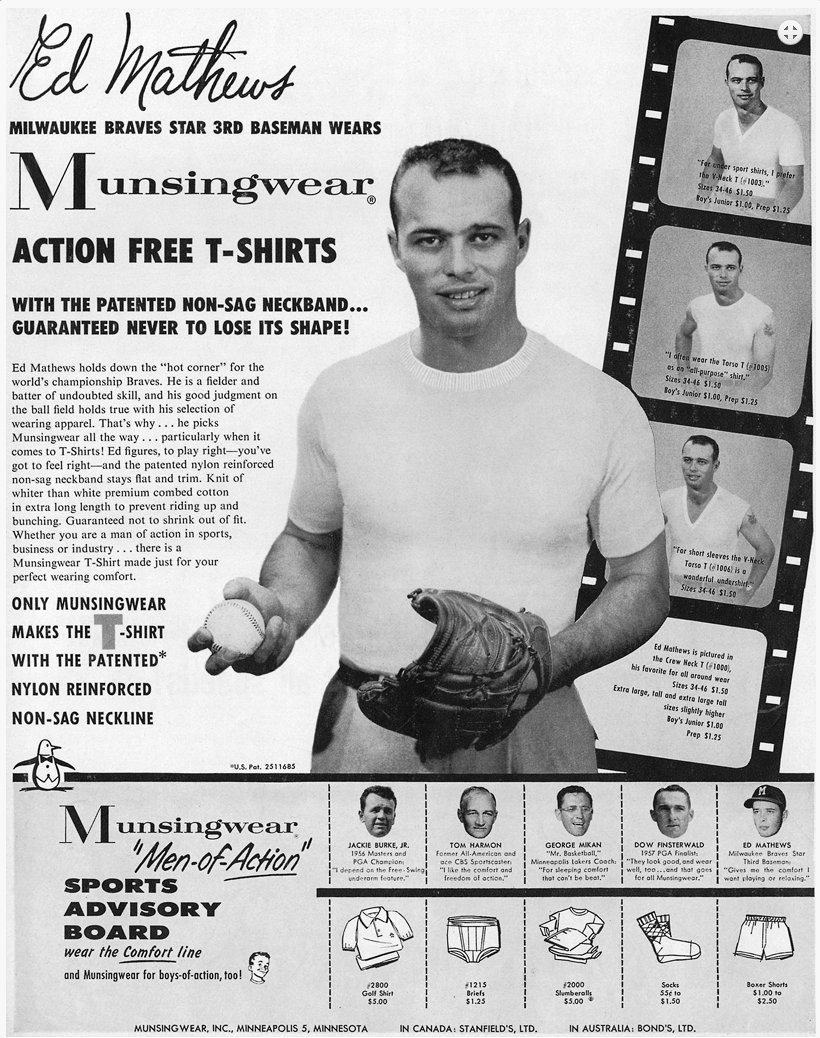
1958년 라이프 잡지에서 광고에 나온 매슈스

매슈스는 강력한 풀히터였고 자신의 경력의 수많은 세월 동안 팀들은 그가 타구하러 올때 "매슈스 쉬프트"를 이행하려 하였다. 2루수는 1루를 향하여 그의 왼쪽으로 옮기려 하였고, 유격수는 베이스의 옆으로 2루로 오며 2루와 3루 사이에 벌려진 홀을 떠난다. 매슈스는 그 홀을 통하여 이따금 공을 치는 데 기뻐하였다.
브레이브스는 1957년 내셔널 리그 챔피언십을 우승하였다. 월드 시리즈에서 4번째 경기의 10번째 이닝에서 우승 홈런을 쳤다. 브레이브스는 시리즈를 우승하는 데 뉴욕 양키스를 꺾었다. 매슈스는 길 맥더골드와 무스 스코론의 큰 타격을 얻은 땅볼인 시리즈의 최종 척살을 만들었다.
매슈스는 자신의 시간의 최강의 타자들 중의 하나로 여겨져 가끔 강력한 타구력의 기간들에서 같은 시기의 아메리칸 리그의 미키 맨틀과 비교된다. 명예의 전당 동료 선수 워런 스판은 한번 둘에 대해서 이렇게 말하였다. - "매슈스는 맨틀 만큼 오직 강하다. 그들은 같은 식으로 치지 않으며 맨틀은 자신의 스윙으로 자신의 세력의 전부를 몰고 가고, 매슈스는 자신의 손목을 더욱 사용한다." 매슈스의 손목 사용에 스판의 소감은 야구 역사상 더욱 우아한 스윙들 중의 하나로 많은이들이 믿으면서 그의 유일한 스윙으로 참조에 있었다. 그는 보스턴, 밀워키와 애틀랜타에서 브레이브스를 위하여 활약한 단 하나의 선수이다.
매슈스는 또한 2명의 다른 동료 선수들과 최소한 50회에 같은 경기에 나가면서 동료 선수와 홈런을 치는 데 단 2명의 선수들 중의 하나이기도 하다. 그는 행크 에런과 75번, 조 애드콕과 56번이나 이런 일이 있었다. 윌리 맥코비 (68)와 오를란도 세페다 (50)과 함께 윌리 메이스가 이 일이 있던 또 다른 선수이다.
1954년과 1966년 사이에 그와 브레이브스 동료 선수 행크 에런은 863개의 홈런 (에런 442개, 매슈스 421개)을 쳐 메이저 리그 역사상 사상의 지도적 선수들로서 양키스의 듀오 베이브 루스와 루 게릭을 앞섰다.

### 휴스턴 애스트로스와 디트로이트 타이거스
1967년 시즌 전에 매슈스는 휴스턴 애스트로스로 이적되었다. 그해에 그는 500개의 경력 홈런을 치는 데 7번째 선수가 되어 샌프란시스코 자이언츠의 투수 후안 마리찰에 성공한 500 홈런 클럽의 일원이 되었다. 그해 시즌에 매슈스는 애스트로스에서 디트로이트 타이거스로 이적되었다. 그의 마지막 출연은 타이거스가 세인트루이스 카디널스를 꺾은 1968년 월드 시리즈의 2개의 경기들이었다.
자신의 은퇴에 그는 512개의 사상 홈런에서 6위였다. 자신의 경력 동안 그는 12회(1959년부터 1962년까지 메이저 리그가 개최한 올스타 경기)의 올스타 팀으로 임명되어 3개의 월드 시리즈에서 활약하고 5번이나 100개 혹은 그 이상의 득점에서 히트를 쳐 주자를 흠인시켰다. 그는 1959년 9월 이달의 내셔널 리그 선수 상을 수상하였어도 전혀 MVP 상을 수상한 적이 없으며, 1953년 로이 캄파넬라에게 그리고 1959년 어니 뱅크스에게 2번이나 패하였다.

### 코치와 감독
1971년 매슈스는 애틀랜타 브레이브스의 코치가 되고, 그러고나서 1972년 팀의 감독이 되었다. 매슈스는 같은 야구 팀을 위하여 선수 생활과 코치, 감독을 맡는 데 몇몇의 선수들 중의 하나이다. 매슈스는 1972년 감독으로서 23 승 27 패를 끝냈다. 브레이브스는 1973년 5위를 하였다.
매슈스는 1974년 4월 8일 행크 에런이 자신의 715번째 홈런을 쳤을 때 브레이브스 감독이었다. 그해 7월 매슈스는 50 승 49 패의 기록과 함께 팀이 폭락하고 4위로 떨어질 때 해고되었다. 에런과 대럴 에번스는 둘다 매슈스를 차단하는 데 결정에 비난하였다. 에번스는 매슈스가 친구였고, 에런은 결정이 자신에게 타격이었다고 말하였다. 매슈스는 팀 안에서 자신을 위한 직업이 있으리라고 브레이브스가 지시 하였으나 자신이 다음에 무엇을 하느냐에 확실하지 않았다고 말하였다.

## 은퇴 이후

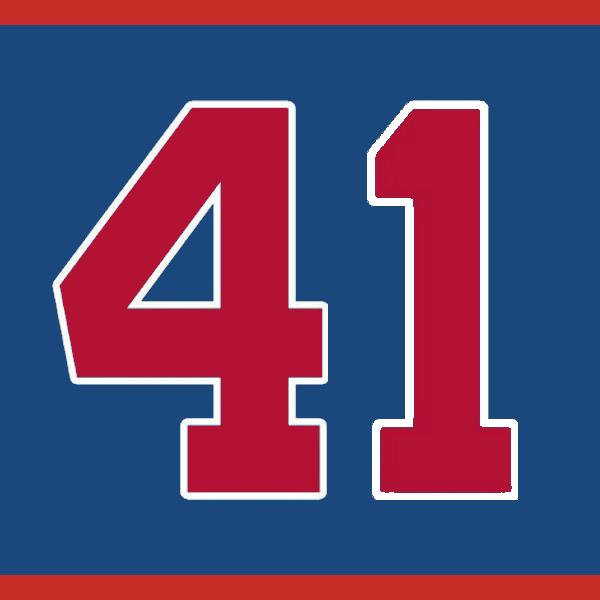
1969년 애틀랜타 브레이브스에 의하여 영구 결번된 매슈스의 등번호 41

1976년 매슈스는 위스콘신 애슬레틱 명예의 전당으로 선출되었다. 1978년 미국 야구 명예의 전당에 헌액되었다. 그는 홈런, 타점, 장타율과 총루에서 메이저 리그 베이스볼 3루수들 중에 사상 2위를 하였다.
1982년 매슈스는 자신의 폐에 흠이 찾아질 때 오클랜드 애슬레틱스를 위한 마이너 리그 야구 강사였다. 그는 그것을 조사하는 데 최후로 병원으로 허락되었다. 의사들은 암을 제거하였으나 매슈스는 폐결핵과 진단되었다. 그는 치료를 받고 애슬레틱스 기구와 함께 자신의 일로 돌아왔다.

## 사망
2001년 2월 매슈스는 캘리포니아주 라졸라에서 폐렴의 합병증으로 사망하여 샌터바버라 묘지에 안장되었다. 그해 후반에 야구 시즌 동안에 애틀랜타 브레이브스는 자신들의 저지에 그의 영구 결번 등번호 41을 입은 천조각의 배치와 함께 매슈스에 명예를 주었다.